# Memoria a breve termine
La memoria a breve termine (MBT), anche chiamata memoria primaria o attiva, è quella parte di memoria che si ritiene capace di conservare una piccola quantità di informazioni, chiamata span, (tra i 5 e i 9 elementi, secondo l'articolo Il magico numero sette, più o meno due di Miller) per una durata di 20/30 secondi circa. È contrapposta alla memoria a lungo termine, capace di conservare una quantità enorme di informazioni per lungo tempo, siano esse recenti o remote: i termini "breve" e "lungo" non si riferiscono alla collocazione temporale degli avvenimenti appresi, ma alla loro durata di conservazione;
Poi se le informazioni vengono elaborate in modo profondo (Reiterazione elaborativa) passano alla memoria a lungo termine, dove si conservano per un periodo di tempo lungo (ore, giorni, mesi, anni), altrimenti vengono meno.
Tale distinzione viene spesso travisata nel linguaggio comune, che considera (erroneamente) la memoria a breve termine come la capacità di ricordare eventi recenti e la memoria a lungo termine quelli remoti. In realtà sia gli eventi recenti (ad esempio, cosa si è mangiato a colazione) che remoti (ad esempio dove si è andati in vacanza l'anno scorso) vengono elaborati dalla memoria a lungo termine. 

## Meccanismi biologici
Le memorie a breve termine sono legate al fatto che un'esperienza viene mantenuta in un circuito formato da varie cellule cerebrali (neuroni) e dai loro prolungamenti, sotto forma di una blanda attività elettrica che continua a percorrere questo circuito diverse volte finché questa attività non stimola la formazione di contatti stabili tra cellula e cellula e in alcuni casi la produzione di sottili prolungamenti che "chiudono il circuito" in una catena di neuroni.

### Memoria a breve termine uditivo-verbale
Al posto di memoria a breve termine gli psicologi cognitivi preferiscono parlare di "working memory" (WM) o memoria di lavoro, un modello cognitivo proposto per la prima volta da Alan Baddeley nel 1974. Questo modello prevede un sistema attenzionale (l'esecutivo centrale) che supervisiona due sistemi sussidiari: il ciclo fonologico, che mantiene disponibili le informazioni uditive, e il taccuino visuo-spaziale, impegnato invece nella rappresentazione dello spazio.
La MBT uditivo-verbale si identifica con il ciclo fonologico (o ciclo articolatorio) del modello della working memory, ed è composta da un magazzino fonologico a breve termine e da un circuito di ripasso articolatorio. Uno stimolo acquisito per via uditiva entra direttamente nel magazzino fonologico, dove rimane per un paio di secondi a meno che non venga utilizzato il ripasso articolatorio, che permette di prolungare il tempo di ritenzione dello stimolo. Uno stimolo verbale acquisito per via visiva (es. leggere una parola) passa necessariamente dal ripasso articolatorio prima di entrare nel magazzino fonologico. Se viene impedito l'uso del ripasso articolatorio, impegnando il soggetto in un secondo compito articolatorio (per es. pronunciare una sillaba ripetutamente), lo stimolo presentato uditivamente viene a degradarsi, mentre lo stimolo presentato visivamente non viene ricodificato in termini fonologici; è il cosiddetto «effetto di soppressione articolatoria».
Inoltre, se gli stimoli uditivi sono fonologicamente simili la prestazione peggiora, perché è più difficile discriminare fra due elementi codificati in maniera analoga; detto «effetto di similarità fonologica». Anche la maggiore lunghezza delle parole influenza negativamente la prestazione, perché il ripasso articolatorio impiega più tempo per stimoli più lunghi; si ha quindi un «effetto di lunghezza delle parole». Un danno selettivo alla MBT uditivo-verbale causa difficoltà per esempio nel comprendere frasi complesse, nel ricordare un numero di telefono, o nel calcolare il resto quando si paga il conto. Le lesioni che provocano deficit di questo tipo di memoria interessano il lobo parietale inferiore o temporale postero-superiore sinistri per quanto riguarda il magazzino fonologico, e la parte posteriore della terza circonvoluzione frontale sinistra (area di Broca) per quanto riguarda il ripasso articolatorio.